# Junkers L 2

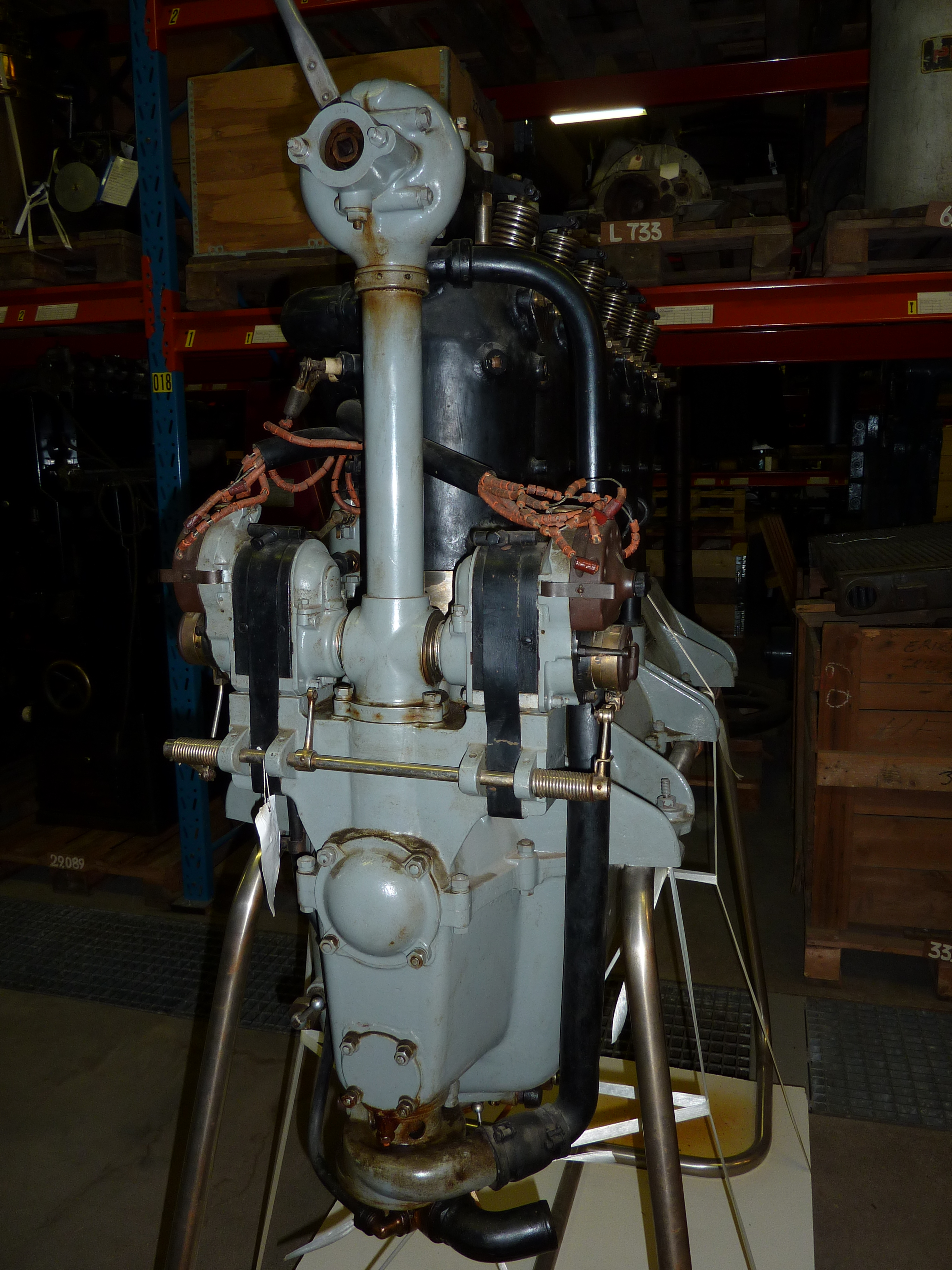
Junkers L 2

Der Junkers L 2 war ein flüssigkeitsgekühlter Sechszylinder-Flugmotor der Junkers Motorenbau GmbH in Dessau.

## Entwicklung
Hugo Junkers verwendete für sein ab 1919 gebautes Verkehrsflugzeug F 13 als Antrieb einen BMW-IIIa-Motor, der 1917 noch während des Ersten Weltkriegs entstand und dessen Produktion nach Kriegsende auf Betreiben der Siegermächte eingestellt werden musste, von dem aber noch Restbestände existierten. Als diese 1922 zur Neige zu gehen begannen, entschloss er sich, da BMW an einer Wiederaufnahme der Fertigung nicht interessiert war, das Triebwerk nachzubauen, zumal seine Werkstätten bereits während des Krieges Ersatzteile für BMW-Motoren produziert hatten. BMW erhob keine Einwände und so wiedereröffnete Junkers 1923 seine 1915 stillgelegte Magdeburger Motorenfabrik, diesmal in Dessau, und nahm die Konstruktion und Fertigung von Flugmotoren auf.
Unter der Leitung von Otto Mader zeichnete Junkers-Konstrukteur Kurt Erfurth für die Entwicklung des L 2 verantwortlich und legte ihn aufgrund der Beschränkungen des Versailler Vertrags, der Deutschland anfangs nur Flugmotoren bis maximal 200 PS (147 kW) gestattete, zu Beginn für eine Leistung von 195 PS (143 kW) bei einem Hubraum von 19 l aus. Der Typ erhielt 1924 seine Musterzulassung und ging anschließend in die Serienproduktion, wobei wegen der sich immer mehr lockernden Bestimmungen die Leistung allmählich gesteigert werden konnte und der Ausstoß am Ende bei bis zu 60 Stück monatlich lag. Die letzte Ausführung des L 2 besaß eine Startleistung von 265 PS (195 kW) und als nochmals gesteigerte Ausführung mit erhöhter Drehzahl und einer Startleistung von 280 PS (206 kW) erschien 1925 der ebenfalls in Serie gebaute L 2a.

## Einsatz
Am 5. Juli 1924 führte Junkers-Chefpilot Wilhelm Zimmermann in einer mit einem L 2 ausgerüsteten A 25 erstmals auf der Strecke von Berlin nach Ankara einen Postflug durch. Dabei wurde gleichzeitig die Serienausführung des Motors unter Realbedingungen auf einer Langstrecke getestet.
Der L 2 wurde hauptsächlich in verschiedene Versionen der F 13 eingebaut. Weiterhin kam er als mittlerer Antrieb der dreimotorigen G 23 zum Einsatz. Ein weiterer Junkers-Typ, wo er Verwendung fand, war die ebenfalls dreimotorige und bei AB Flygindustri in Limhamn bei Malmö hergestellte G 24. Dort diente er entweder als Hauptantrieb oder neben einem mittig eingesetzten L-5-Triebwerk als beidseitiger Außenmotor. Weiterhin wurden die ursprünglich mit einem Daimler D IIIa oder BMW IIIa motorisierten Junkers A 20 nachträglich auf den stärkeren L 2 umgerüstet und von da an als A 25 bezeichnet.

## Technische Daten
| Kenngröße                         | Daten (L 2)                                        | Daten (L 2a)                                       |
| --------------------------------- | -------------------------------------------------- | -------------------------------------------------- |
| Hersteller                        | Junkers Motorenbau GmbH                            | Junkers Motorenbau GmbH                            |
| Entwicklungsland                  | Deutsches Reich                                    | Deutsches Reich                                    |
| Entwicklungsjahr                  | 1924                                               | 1925                                               |
| Bauform                           | wassergekühlter Sechszylinder-Viertakt-Reihenmotor | wassergekühlter Sechszylinder-Viertakt-Reihenmotor |
| Bohrung                           | 150 mm                                             | 150 mm                                             |
| Hub                               | 180 mm                                             | 180 mm                                             |
| Hubraum                           | 19,05 l                                            | 19,05 l                                            |
| Verdichtungsverhältnis            | 6 : 1                                              | 6 : 1                                              |
| Länge                             | 1540 mm                                            | 1540 mm                                            |
| Breite                            | 555 mm                                             | 555 mm                                             |
| Höhe                              | 1050 mm                                            | 1050 mm                                            |
| Masse                             | 290 kg                                             | 295 kg                                             |
| Startleistung                     | 265 PS (195 kW) bei 1650/min                       | 280 PS (206 kW) bei 1700/min                       |
| Kampf- und Steigleistung am Boden | 265 PS (195 kW) bei 1650/min                       | 280 PS (206 kW) bei 1700/min                       |
| Nennleistung am Boden             | 230 PS (169 kW) bei 1550/min                       | 265 PS (195 kW) bei 1650/min                       |
| max. Dauerleistung in Bodennähe   | 195 PS (143 kW) bei 1380/min                       | 230 PS (169 kW) bei 1420/min                       |
| Kraftstoffverbrauch               | 230 g/PSh                                          | 230 g/PSh                                          |
| Schmierstoffverbrauch             | 10 g/PSh                                           | 10 g/PSh                                           |